# نورالدین دهام
نورالدین دهام (انگلیسی: Noureddine Daham؛ زادهٔ ۱۵ نوامبر ۱۹۷۷) بازیکن فوتبال اهل الجزایر بود.
از باشگاه‌هایی که در آن بازی کرده‌است می‌توان به باشگاه فوتبال القبائل، باشگاه فوتبال اتحاد الجزایر، باشگاه فوتبال مولودیه الجزایر، باشگاه فوتبال کایزرسلاوترن، و باشگاه فوتبال المپیک شلف اشاره کرد.
وی همچنین در تیم ملی فوتبال الجزایر بازی کرده‌است.